# 10215 Lavilledemirmont
A 10215 Lavilledemirmont (ideiglenes jelöléssel 1997 SQ) a Naprendszer kisbolygóövében található aszteroida. L. Šarounová fedezte fel 1997. szeptember 20-án.